# Paul Friedrich von Benckendorff

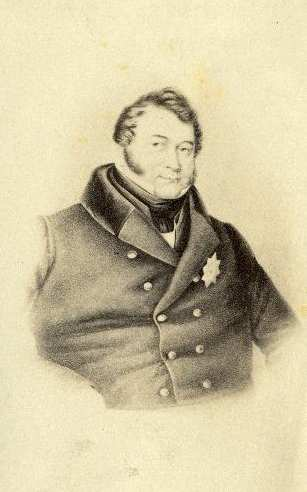
Paul von Benckendorff

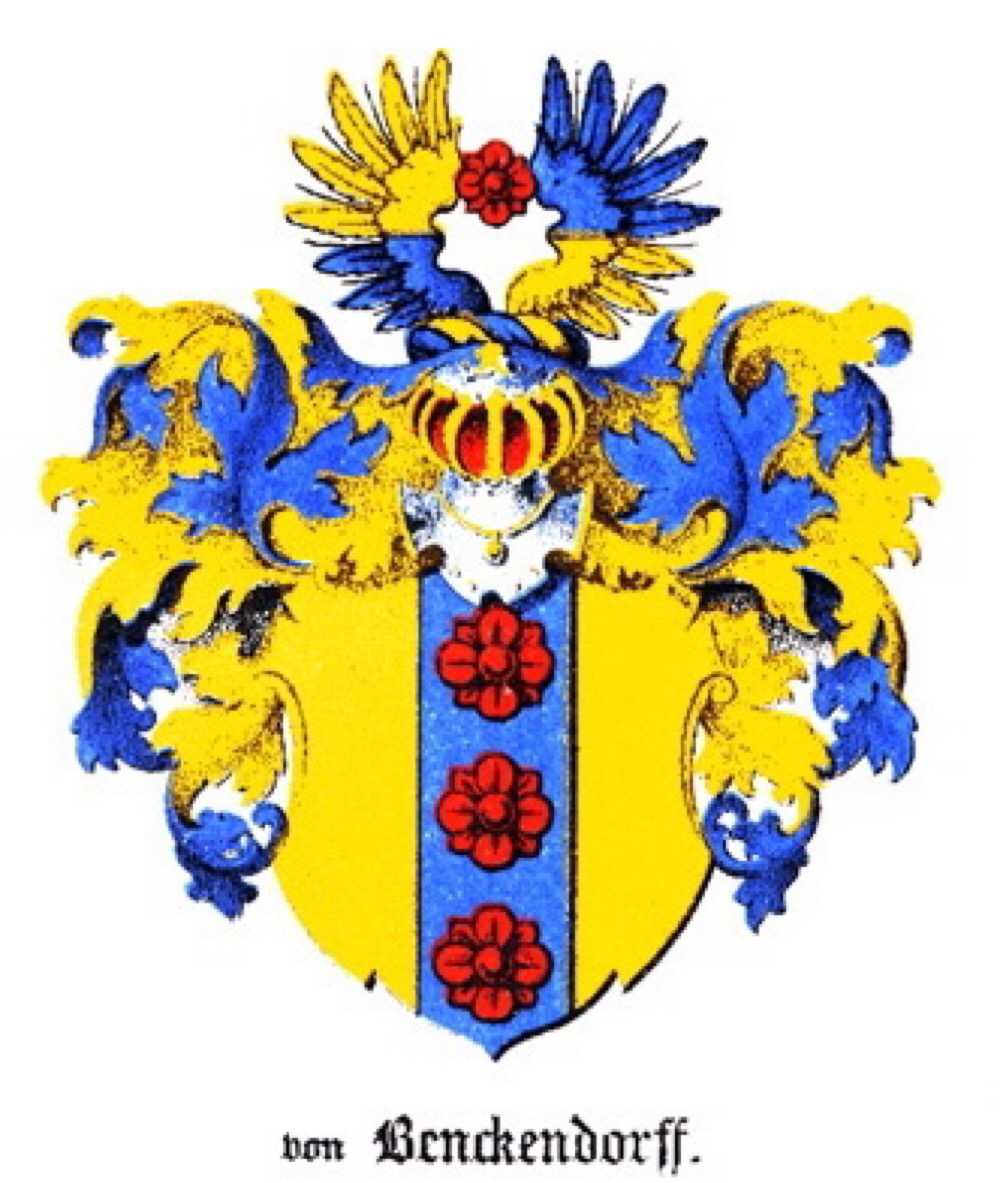
Wappen der Adelsfamilie „von Benckendorff“ (Estland)

Paul Friedrich von Benckendorff (Rufname Paul, russisch Павел Ермолаевич Бенкендорф; * 26. Novemberjul. / 7. Dezember 1784greg. in Gattschina; † 2. Dezemberjul. / 14. Dezember 1841greg. in Reval, Gouvernement Estland) war ein schwedisch-baltischer Landespolitiker, Ritterschaftshauptmann der Estländischen Ritterschaft und russischer Zivilgouverneur des Gouvernement Estland von 1833 bis 1841.

## Leben

### Herkunft
Paul v. B. stammte aus der estnisch-schwedischen Adelsfamilie „von Benckendorff“, die ihren Ursprung im 16. Jahrhundert in Salzwedel hatte. Sein Vater war Hermann Johann von Benckendorff, der in zweiter Ehe mit Christine Elisabeth von Brevern verheiratet war.

### Werdegang
Paul von Benckendorff diente von 1802 bis 1804 im Semjonowskoje-Leibgarderegiment und erlangte den Offiziersrang Leutnant. Danach war er bis zum Jahr 1806 Gutsverwalter auf Ass und Sternhof. 1806 wurde er zum Kompanieführer der Landmiliz beordert in dieser Zeit wurde er zum Major befördert und erweiterte den Landbesitz der Benckendorffs mit dem Kauf der Güter Warrung und Lammasküll. Von 1813 bis 1818 bekleidete er das Amt des Hakenrichters, es schloss sich von 1818 bis 1824 die Wahl zum Kreisdeputierten an. Im Anschluss daran übernahm er das Amt des Ritterschaftshauptmann in der Estländischen Ritterschaft. Zwischen 1827 und 1834 wurde er zum Landrat und danach zum Staatsrat ernannt. Schließlich war er von 1833 bis 1841 Zivilgouverneur des Gouvernements und wurde 1840 mit dem kaiserlich-russischen Orden der Heiligen Anna (I. Klasse) ausgezeichnet. In seiner Amtszeit als Gouverneur setzte er sich für den Wiederaufbau der Olaikirche in Reval ein, die zuvor abgebrannt war. Er gehörte 1835 zum Gründungskonsortium zwecks Schaffung eines Volkslehrerseminars, dieses wurde 1837 in Alexanderhof (Estland) als ein Dorfschullehrerseminar eröffnet.

### Familie
Paul Friedrich heiratete 1805 Elisabeth, eine geborene von Rehbinder, ihre Kinder waren:
- Sophie Christine Wilhelmine von Benckendorff (1806–1863), verheiratet mit Karl von Baranoff († 1838)
- Gustava Magdalena Marie von Benckendorff (1811–1892), verheiratet mit Otto von Lilienfeld (1805–1896)
- Gustav Hermann Christoph von Benckendorff (* 23. Januar 1815 in Ass; † 6. November 1883 in Löwenwolde), verheiratet mit Marie von Löwenstern (1816–1843)
- Gotthard Alexander Konstantin von Benckendorff (* 4. September 1819 in Reval; † 7. September 1851 in Reval), verheiratet mit Katharina Benardaki (* 1826, Tochter Dmitri Jegorowitsch Benardakis)
- Gustav Christoph Karl von Benckendorff (1817–1842)